# Porto di Olbia

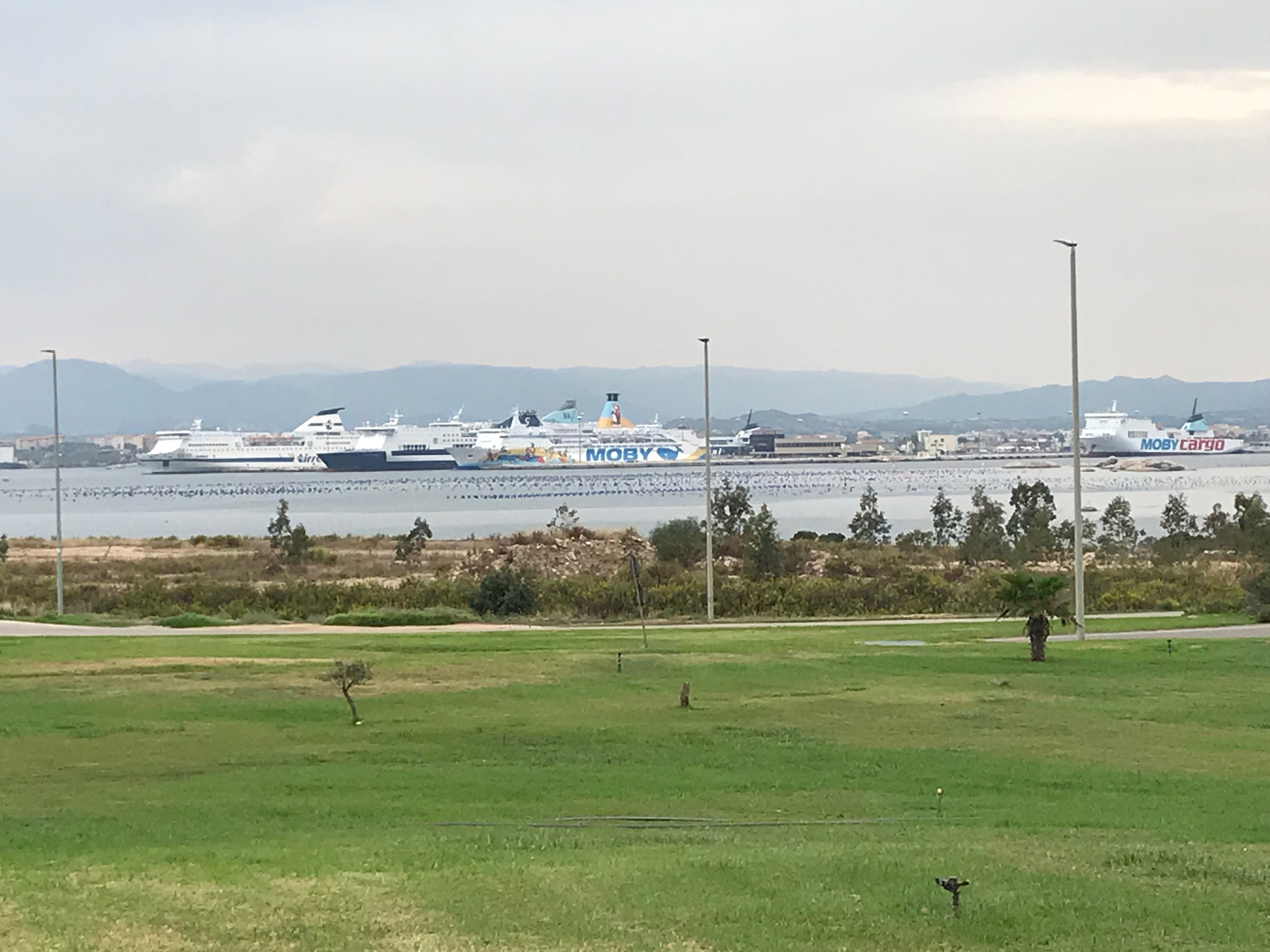
Isola Bianca con alcune navi

Il porto di Olbia, situato nella città di Olbia ,primo in Sardegna per traffico passeggeri e per quello merci ro-ro, è diventato famoso nel mondo per essere la porta della Costa Smeralda, oltre a rappresentare uno dei più importanti scali passeggeri del Mediterraneo, con quattro milioni di presenze ogni anno, è anche un importante scalo commerciale con quasi sei milioni di tonnellate di merci. Il porto di Olbia è classificato II° categoria – I° classe.
L’area è suddivisa in quattro aree: 
- il porto interno, dove insiste anche l'antico porto romano, che è destinato al diportismo;
- il pontile Isola Bianca, con nove banchine per le navi ro-ro per il trasporto passeggeri con auto al seguito, mezzi commerciali e altre tre (una da 187 metri denominata molo 9, inaugurata a maggio 2008 e altre due - moli 1 e 2 - da 275 metri ciascuno, inaugurati nel 2010) per le navi da crociera;
- il porto Cocciani, inserito nel tessuto industriale della città;
- il pontile ex Palmera.

Porto interno

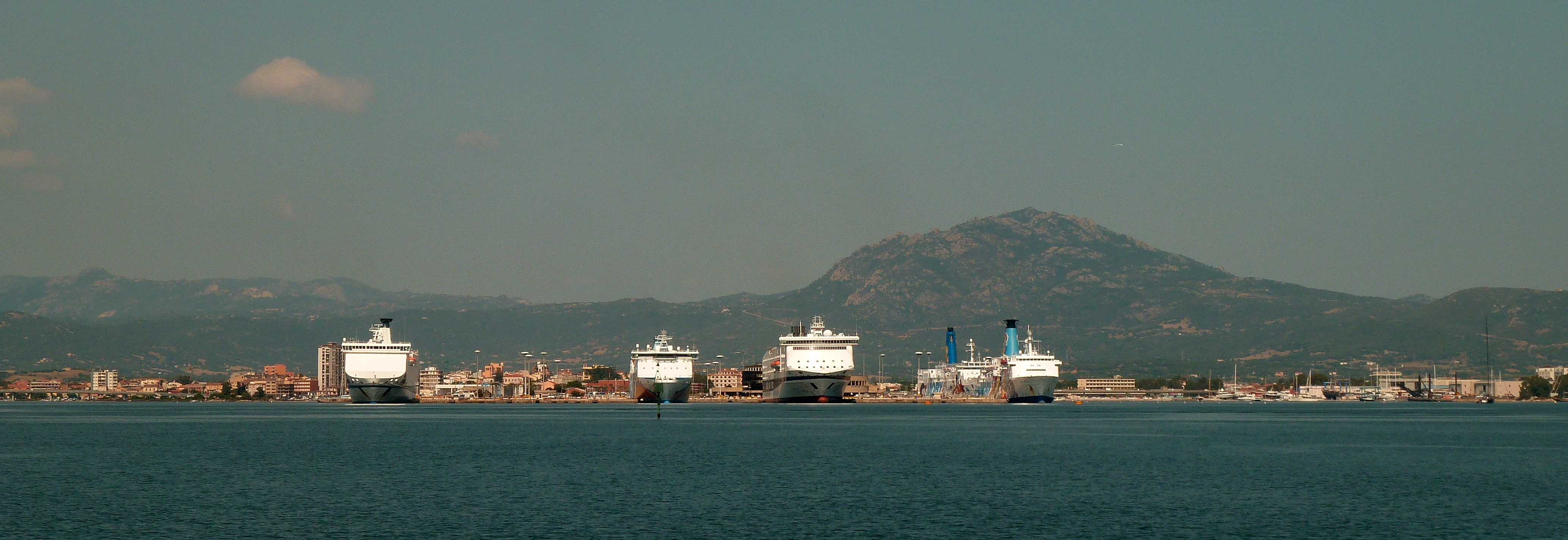
Porto di Olbia

Si trova a sud della radice del pontile Isola Bianca e vi si accede attraverso un canale, ampio circa 100 m, attualmente praticabile da navi con pescaggio non superiore a 6 m, costituito da:
- il molo Benedetto Brin, lungo 305 m e largo 61 m, attualmente destinato al naviglio diportistico ed alle navi da crociera di piccole e medie dimensioni. Saltuariamente, nei periodi invernali, viene utilizzato per la sosta di navi traghetto Ro-Ro;
- il molo vecchio, lungo 132 m e largo 25 m, destinato anche questo al naviglio diportistico e saltuariamente alla sosta di navi traghetto Ro-Ro per i servizi di linea;
- il dente Bosazza, per le motovedette delle forze di polizia, il naviglio minore e diportistico;
- la banchina di Via Genova, sempre per le motovedette delle forze di polizia e per il naviglio minore e diportistico, comprese piccole attività cantieristiche;
- il porto romano, utilizzato da imbarcazioni minori da diporto, da pesca e da altre attività.

Pontile Isola Bianca
È costituito da una striscia di terra artificialmente riempita, dove insistono otto banchine (cinque con “accosto affiancato” e tre in “accosto in andana”) più tre dedicate alle crociere. La striscia di terra è composta da numerosi piazzali destinati a parcheggio e sosta degli autoveicoli commerciali e dei semirimorchi, per un totale di 107.894 metri quadrati. All'interno dell'area portuale è situata la stazione marittima, su una superficie utile pari a 7.300 m², progettata per accogliere fino a 17.000 passeggeri al giorno. All'interno, oltre ad un'ampia sala di attesa per l'imbarco, un ristorante ed un bar, sono ubicati gli uffici decentrati di vari Enti ed Amministrazioni ed è assicurato un servizio di guardia medica. Alla radice del viale di accesso si trova la sede della Direzione marittima-Guardia costiera di Olbia. Fino al 2000 era attiva la stazione di Olbia Marittima Isola Bianca.
Porto Cocciani
Posto a nord di Olbia, tra punta Ginepro e punta Instaula, comprende il porto industriale, l'unico attrezzato con gru su rotaie da 32 tonnellate di proprietà dello Stato, ed un'altra gru mobile di proprietà dell'impresa Corridoni. Sulle due lunghe banchine vengono movimentate merci di vario genere. Lo scalo è adibito a navi da carico tradizionali e traghetti ro-ro destinate al trasporto di semirimorchi e veicoli commerciali. L'idea per il futuro è quella di trasferire tutto il traffico merci.
Pontile ex Palmera
Inserito nel contesto industriale ma staccato fisicamente dal porto, era utilizzato in regime di concessione dall'omonima industria di trasformazione del tonno.

## Servizi di linea
Al 13 maggio 2023, i collegamenti effettuati su Olbia sono i seguenti:

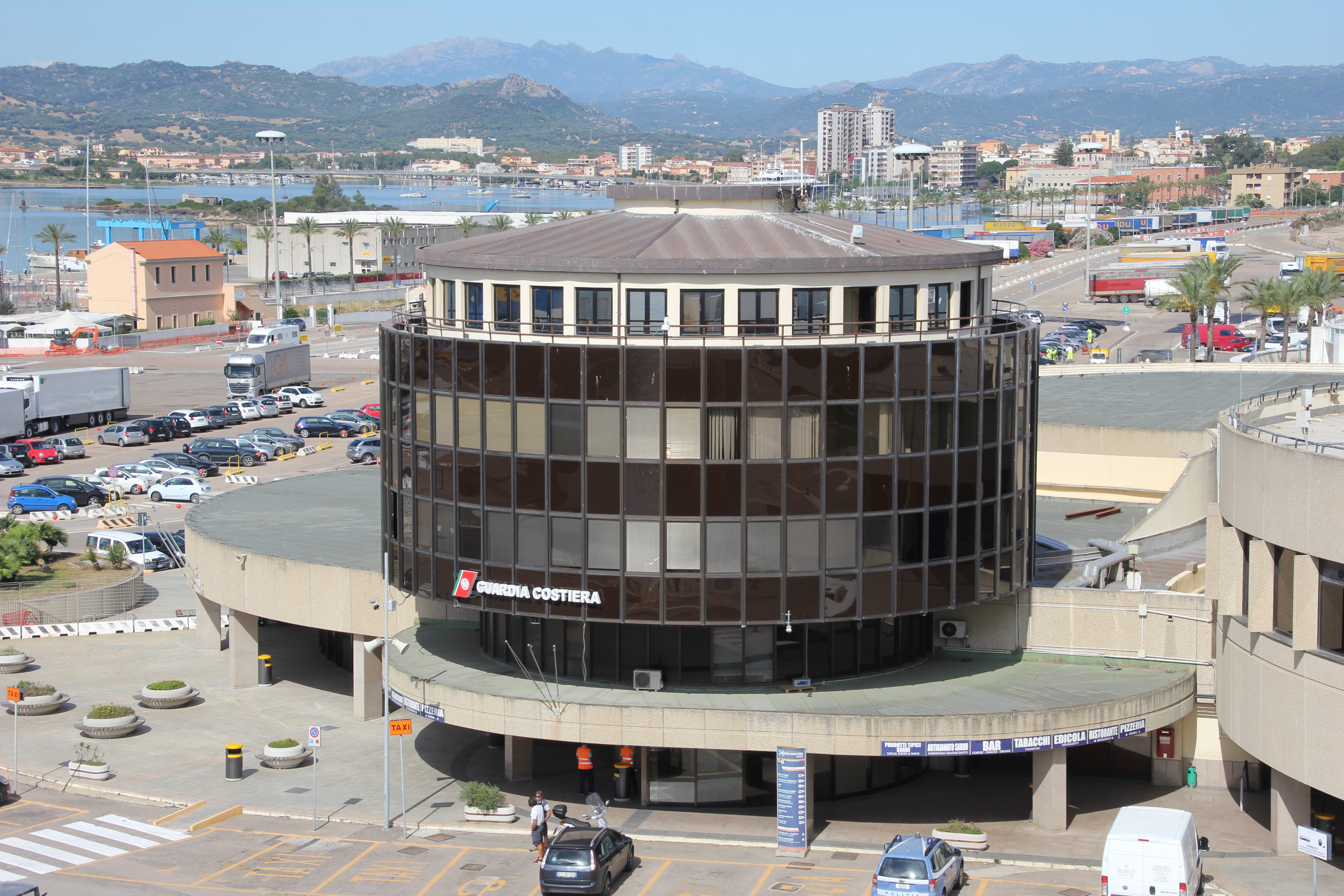
La sede dell'Autorità portuale

| Compagnia                                    | Collegamento          | Frequenza                                           |
| -------------------------------------------- | --------------------- | --------------------------------------------------- |
| Tirrenia – Compagnia Italiana di Navigazione | Olbia - Civitavecchia | Giornaliera (invernale) / Plurigiornaliera (estiva) |
| Moby Lines                                   | Olbia - Livorno       | Giornaliera / Plurigiornaliera (estiva)             |
| Moby Lines                                   | Olbia - Genova        | Giornaliera (estiva) / Plurigiornaliera (estiva)    |
| Moby Lines                                   | Olbia - Piombino      | Plurigiornaliera (estiva)                           |
| Grimaldi Lines                               | Olbia - Livorno       | Plurigiornaliera                                    |
| Grimaldi Lines                               | Olbia - Civitavecchia | Plurigiornaliera (estiva)                           |
| Grandi Navi Veloci                           | Olbia - Genova        | Giornaliera (estiva)                                |
| Grandi Navi Veloci                           | Olbia-Civitavecchia   | Giornaliera (estiva)                                |

## Traffico passeggeri
|           | 2010      | 2019      | 2022      |
| --------- | --------- | --------- | --------- |
| Gennaio   | 80.298    | 63.394    | 37.383    |
| Febbraio  | 59.001    | 47.398    | 41.172    |
| Marzo     | 84.325    | 68.180    | 58.803    |
| Aprile    | 156.928   | 141.650   | 113.649   |
| Maggio    | 215.875   | 133.989   | 127.766   |
| Giugno    | 525.351   | 400.726   | 409.405   |
| Luglio    | 841.426   | 637.319   | 668.977   |
| Agosto    | 1.086.995 | 830.940   | 823.616   |
| Settembre | 489.386   | 424.529   | 448.814   |
| Ottobre   | 134.608   | 134.548   | 160.149   |
| Novembre  | 71.907    | 63.624    |           |
| Dicembre  | 88.558    | 84.768    |           |
| ANNO      | 3.834.658 | 3.031.065 | 2.889.734 |

## Collegamenti
Il porto di Olbia è raggiungibile da:
- Strada statale 125 Orientale Sarda
- Strada statale 131 Diramazione Centrale Nuorese
- Strada statale 729 Sassari-Olbia
- Aeroporto di Olbia-Costa Smeralda
- Stazione di Olbia